# Біблійний канон Ефіопської Православної Соборної (Тевахедо) Церкви
Православні церкви Тевахедо серед Східних Православних Церков наразі мають найбільший і найрізноманітніший біблійний канон у традиційно християнському світі. Західні біблієзнавці поділили книги біблійного канону Ефіопської Православної Соборної (Тевахедо) Церкви на дві категорії: вужчий канон, який складається здебільшого зі знайомих на Заході книг, і ширший канон. Хоча головна мета цієї статті — обговорити й висвітлити книги, виняткові для ширшого канону, неможливо зробити це, не зачепивши мимохідь вужчого канону. До ширшого канону в його повному вигляді входить увесь вужчий канон, а також дев'ять додаткових книг. Наскільки відомо, у вигляді однієї збірки його ще не видавали. Деякі книги, хоч  їх і вважають канонічними, важко знайти навіть у церквах в Ефіопії та Еритреї.  

## Вужчий біблійний канон

### Старий Завіт
У вужчому старозавітному каноні Ефіопської Православної Церкви міститься весь єврейський протоканон. Ба більше, за винятком перших двох книг Маккавейських, канон Тевахедо також містить усі католицькі девтероканонічні книги. Окрім того, у Старому Завіті конону Тевахедо входять молитва Манасії, 3-я і 4-а книги Ездри, які також фігурують у канонах інших християнських традицій. Унікальними для православного канону Тевахедо є Параліпомен Єремії (4-а книга Варуха), Книга Ювілеїв, 1-а книга Еноха і три книги Мекабія (Ефіопського Макавея). 

### Новий Завіт
Вужчий новозавітний канон Тевахедо, складається з усіх 27 книг християнського протоканону, що загальновизнаний майже у всьому християнстві.

## Ширший біблійний канон

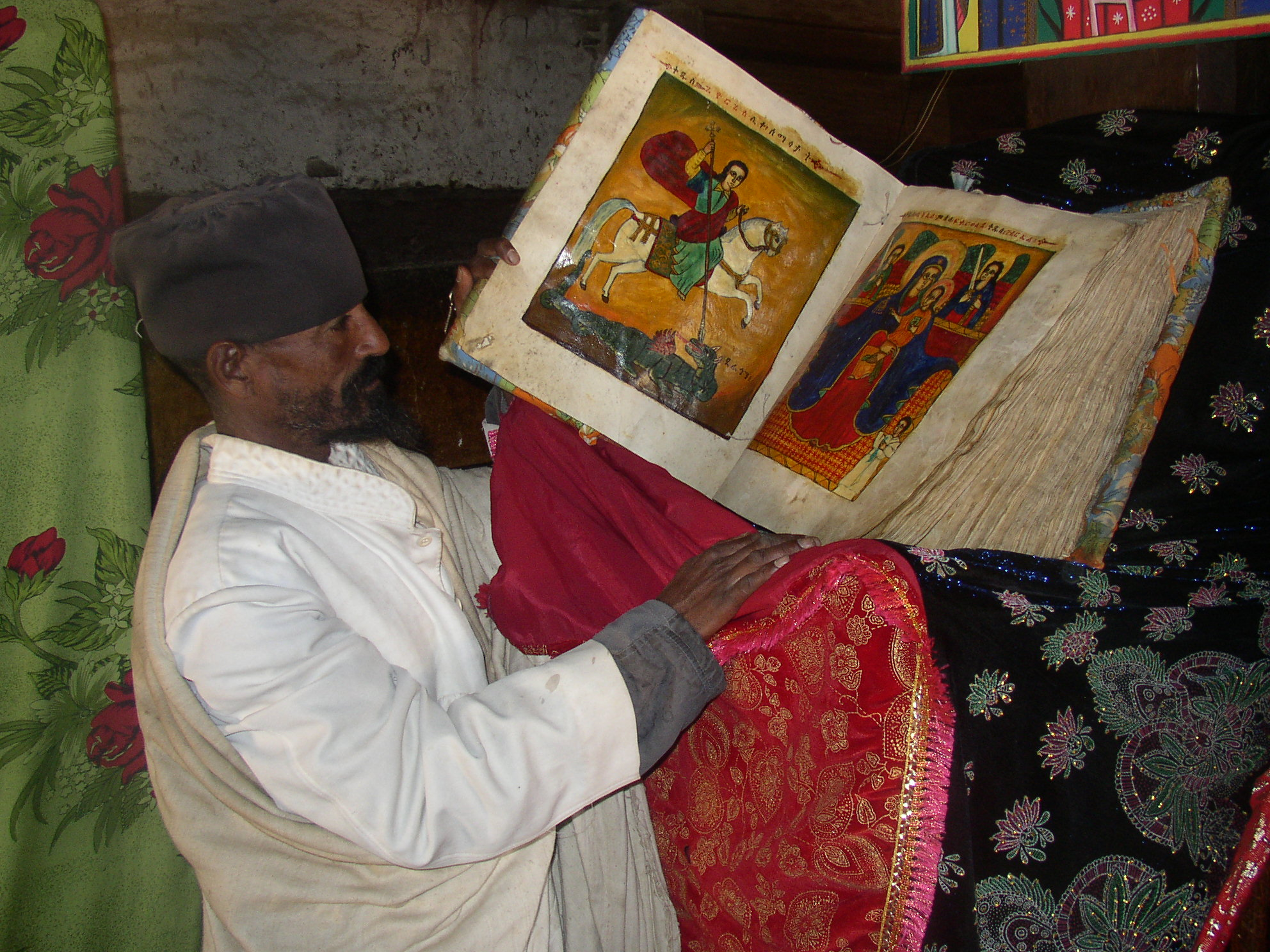
Ефіопський православний монах із монастиря Дебре-Дамо з ілюстрованою Біблією

Окрім дев'яти обговорюваних нижче книг, усі вищезгадані книги вужчого канону, звичайно, також містяться в ширшому каноні.     

### Старий Завіт
У ширшому Старому Завіті Ефіопської Православної Церкви є ще одна книга: ефіопська версія Книги Йосипа Бен-Гуріона, яку також називають Йосиппоном або, за іменем автора, Книгою псевдо-Йосипа, що кваліфікує її як псевдоепіграфічну. У книзі подано історію єврейського народу. Вважали, що вона ґрунтується на працях Йосипа Флавія. Книга складається з восьми частин. 

### Новий Завіт
У ширшому Новому Завіті Ефіопської Православної Церкви є вісім додаткових книг. Це чотири книги Синода, дві частини Книги Завіту, Книга ефіопського Климента та Ефіопська Дідаскалія. Більшість цих праць уважають частиною писань апостольських отців або частиною давніх церковних канонів.     

## Список книг у православній Біблії Тевахедо
Старий Завіт
1. Буття
2. Вихід
3. Левит
4. Числа
5. Второзаконня
6. Ісуса Навина
7. Суддів
8. Рут
9. 1-а і 2-а Самуїла
10. 1-а і 2-а Царів
11. 1-а Хронік
12. 2-а Хронік (включаючи Молитву Манасії)
13. Ювілеїв
14. Еноха
15. 1-а Ездри
16. 2-а Ездри
17. 3-я Ездри
18. Товита
19. Юдит
20. Естер
21. 1-а, 2-а і 3-я Мекабія (схоже названі, але це не чотири книги Маккавейські грецькою мовою)
22. Йова
23. Псалтир
24. Messalë (Приповістки, гл. 1–24)
25. Tägsas (Приповістки, гл. 25–31)
26. Мудрість Соломонова
27. Екклезіяст
28. Пісня пісень
29. Ісаї
30. Єремії (включаючи Плач, Лист Єремії, Варуха і 4-у Варуха)
31. Єзекіїля
32. Даниїла
33. Осії
34. Амоса
35. Михея
36. Йоїла
37. Овдія
38. Йони
39. Наума
40. Авакума
41. Софонії
42. Огія
43. Захарії
44. Малахії
45. Сираха
46. Йосиппон

Новий Завіт
1. Матвія
2. Марка
3. Луки
4. Івана
5. Дії апостолів
6. Римлян
7. 1-е Коринтян
8. 2-е Коринтян
9. Галатів
10. Ефесян
11. Филип'ян
12. Колосян
13. 1-а Солунян
14. 2-а Солунян
15. 1-а Тимофія
16. 2-а Тимофія
17. Тита
18. Филимона
19. Євреїв
20. 1-а Петра
21. 2-а Петра
22. 1-а Івана
23. 2-а Івана
24. 3-я Івана
25. Якова
26. Юди
27. Одкровення
28. Синода
29. 1-а і 2-а Завітів
30. Ефіопського Климента
31. Ефіопська Дідаскалія